# (96) Aegle
(96) Aegle – planetoida z pasa głównego planetoid okrążająca Słońce w ciągu 5 lat i 128 dni w średniej odległości 3,06 j.a. Została odkryta 17 lutego 1868 roku w Marsylii przez Jérôme Coggię. Nazwa planetoidy pochodzi od Ajgle (inaczej Aegle), jednej spośród trzech postaci o tym imieniu w mitologii greckiej.